# Topoclima
O clima local é uma subunidade climática do mesoclima, definido pelo relevo um determinado local. Está inserido no clima regional.